# Barton County, Missouri
Barton County är ett administrativt område i delstaten Missouri, USA, med 12 402 invånare. Den administrativa huvudorten (county seat) är Lamar.

## Geografi
Enligt United States Census Bureau har countyt en total area på 1 546 km². 1 539 km² av den arean är land och 6 km² är vatten.

### Angränsande countyn
- Vernon County - nord
- Cedar County - nordost
- Dade County - öst
- Jasper County - syd
- Crawford County, Kansas - väst